# Athletic Club 1993-1994
La pagina racchiude la rosa dell'Athletic Club nella stagione 1993-94

## Rosa
| N. |                   | Ruolo | Calciatore            |
| -- | ----------------- | ----- | --------------------- |
|    | Spagna (bandiera) | P     | Juan José Valencia    |
|    | Spagna (bandiera) | P     | Kike                  |
|    | Spagna (bandiera) | D     | Asier García          |
|    | Spagna (bandiera) | D     | Andoni Lakabeg        |
|    | Spagna (bandiera) | D     | Jon Ander Lambea      |
|    | Spagna (bandiera) | D     | Aitor Larrazabal      |
|    | Spagna (bandiera) | D     | Aitor Karanka         |
|    | Spagna (bandiera) | D     | Genar Andrinua        |
|    | Spagna (bandiera) | D     | José Manuel Galdames  |
|    | Spagna (bandiera) | D     | Óscar Javier Tabuenca |
|    | Spagna (bandiera) | D     | Carlos García         |
|    | Spagna (bandiera) | D     | Óscar Vales           |
|    | Spagna (bandiera) | D     | Iñigo Larrainzar      |
|    | Spagna (bandiera) | C     | Josu Urrutia          |

| N. |                   | Ruolo | Calciatore            |
| -- | ----------------- | ----- | --------------------- |
|    | Spagna (bandiera) | C     | Xabier Eskurza        |
|    | Spagna (bandiera) | C     | Julen Guerrero        |
|    | Spagna (bandiera) | C     | Ander Garitano        |
|    | Spagna (bandiera) | C     | Mikel Cortina         |
|    | Spagna (bandiera) | C     | David Billabona       |
|    | Spagna (bandiera) | A     | Ernesto Valverde      |
|    | Spagna (bandiera) | A     | José Ángel Uribarrena |
|    | Spagna (bandiera) | A     | Eduardo Estíbariz     |
|    | Spagna (bandiera) | A     | Aitor Huegun          |
|    | Spagna (bandiera) | A     | Bolo                  |
|    | Spagna (bandiera) | A     | Francisco Javier Luke |
|    | Spagna (bandiera) | A     | Ricardo Mendiguren    |
|    | Spagna (bandiera) | A     | José Ángel Ziganda    |

### Staff tecnico
- Allenatore:  Jupp Heynckes

Come da politica societaria la squadra è composta interamente da giocatori nati in una delle sette province di Euskal Herria o cresciuti calcisticamente nel vivaio di società basche.

### Statistiche
- 37: Larrainzar, Valencia
- 36: Guerrero
- 35: Ziganda, Eskurza
- 34: Valverde
- 32: Larrazabal, Urrutia
- 29: Lakabeg
- 26: Garitano
- 23: Tabuenca
- 21: Andrinua
- 20: Estibariz
- 18: Karanka, Mendiguren
- 15: Uribarrena, Carlos García
- 5: Asier García
- 4: Galdames, Óscar Vales
- 3: Huegun
- 2: Lambea
- 1: Kike, Cortina, Bolo
- 0: Billabona, Luke

- 18: Guerrero, Ziganda
- 9: Valverde
- 6: Garitano
- 4: Larrazabal
- 2: Urrutia, Carlos García
- 1: Eskurza, Andrinua, Uribarrena

## Vittorie e piazzamenti
- Primera División: 5°
- Copa del Rey: Dopo aver eliminato il Las Palmas al primo turno (2-2 e 3-1), nel secondo turno l'Athletic viene estromesso dal Real Saragozza (0-2 e 1-1).